# Toxicity
Toxicity – drugi album zespołu System of a Down. Został wyprodukowany przez Ricka Rubina i wydany w 2001 roku.
Nagrania w Polsce uzyskały certyfikat platynowej płyty.

## Lista utworów
Opracowano na podstawie materiału źródłowego.
CD 1
1. „Prison Song” (muz.: Malakian, sł.: Tankian, Malakian) – 3:21
2. „Needles” (muz.: Tankian, Malakian, sł.: Tankian, Malakian) – 3:13
3. „Deer Dance” (muz.: Malakian, sł.: Tankian, Malakian) – 2:55
4. „Jet Pilot” (muz.: Odadjian, Malakian, sł.: Tankian) – 2:06
5. „X” (muz.: Malakian, sł.: Tankian) – 1:58
6. „Chop Suey!” (muz.: Malakian, sł.: Tankian, Malakian) – 3:30
7. „Bounce” (muz.: Odadjian, Malakian, sł.: Tankian) – 1:54
8. „Forest” (muz.: Malakian, sł.: Tankian) – 4:00
9. „ATWA” (muz.: Malakian, sł.: Tankian, Malakian) – 2:56
10. „Science” (muz.: Malakian, Tankian, sł.: Tankian) – 2:43
11. „Shimmy” (muz.: Tankian, sł.: Tankian) – 1:51
12. „Toxicity” (muz.: Odadjian, Malakian, sł.: Tankian) – 3:39
13. „Psycho” (muz.: Malakian, Odadjian, sł.: Tankian, Malakian) – 3:45
14. „Aerials” (muz.: Malakian, sł.: Tankian, Malakian) – 3:53
15. „Arto” (muz.: Tankian, Arto Tunçboyacıyan) – 2:14

Bonus CD 2
1. „Johnny” (muz.: Tankian, sł.: Tankian) – 2:09
2. „Sugar” (live) (muz.: Odadjian, Malakian, sł.: Tankian) – 2:27
3. „War?” (live) (muz.: Malakian, sł.: Tankian) – 2:48
4. „Suite-Pee” (live) (muz.: Malakian, sł.: Tankian) – 2:58
5. „Know” (live) (muz.: Odadjian, Malakian, Tankian, sł.: Tankian) – 3:03

## Twórcy
Opracowano na podstawie materiału źródłowego.
- Daron Malakian – gitara, śpiew, produkcja muzyczna, koncepcja oprawy graficznej
- Serj Tankian – śpiew, instrumenty klawiszowe, produkcja muzyczna, koncepcja oprawy graficznej
- Shavo Odadjian – gitara basowa, kierownictwo artystyczne, koncepcja oprawy graficznej
- John Dolmayan – perkusja, koncepcja oprawy graficznej
- Rick Rubin – produkcja muzyczna, fortepian
- David Schiffman – inżynieria dźwięku
- Greg Collins – inżynieria dźwięku
- Darren Mora – inżynieria dźwięku
- Darrn Mora – asystent inżyniera dźwięku
- Al Sanderson – asystent inżyniera dźwięku
- Ryan McCormick – asystent inżyniera dźwięku
- Jim Champagne – asystent inżyniera dźwięku
- Rich Balmer – asystent w ramach miksowania
- Arto Tunçboyacıyan – wokal wspierający, muzyka
- Mark Wakefield – okładka
- Brandy Flower – kierownictwo artystyczne
- Lindsay Chase – koordynator produkcji
- Andy Wallace – miksowanie (Enterprise Studios, Burbank, Kalifornia)
- Eddy Schreyer – mastering (Oasis Mastering, Studio City, Kalifornia)

## Pozycje na listach
| Lista         | Kraj              | Pozycja |
| ------------- | ----------------- | ------- |
| Billboard 200 | Stany Zjednoczone | 1       |
| OLiS          | Polska            | 17      |